# Kupferzellia
Kupferzellia is een geslacht van uitgestorven Batrachomorpha (basale 'amfibieën') dat behoort tot de Temnospondyli. Het leefde in het Midden-Trias (Ladinien, ongeveer 240 miljoen jaar geleden) en zijn fossiele overblijfselen zijn gevonden in Duitsland.

## Beschrijving
Kupferzellia had een brede, platte schedel en moet naar alle waarschijnlijkheid een sterk lichaam en korte ledematen hebben gehad, vergelijkbaar met die van een grote salamander. De schedel had twee rijen scherpe tanden (langer in de binnenste rij); de ogen waren iets naar achteren geplaatst en staken waarschijnlijk boven de schedel uit. Het uiterlijk van Kupferzellia moet opmerkelijk hebben herinnerd aan dat van andere bekende Trias-amfibieën, zoals Cyclotosaurus, maar het onderscheidde zich vooral door zijn kleinere formaat: Kupferzellia moet bijna twee meter lang zijn geweest; bovendien werd de incisura otica (een diepe inkeping op de achterkant van de schedel) niet volledig gesloten door de tabulaire hoorns, zoals het geval was bij Cyclotosaurus.

## Classificatie
Dit dier, voor het eerst beschreven door Rainer Schoch in 1997, is vooral bekend van een schedel gevonden in de Erfurt-formatie bij Kupferzell in Zuid-Duitsland. De soortaanduiding eert Rupert Wild. De schedel lijkt erg op die van andere temnospondyle amfibieën, zoals Tatrasuchus en Cyclotosaurus. Vergeleken met Tatrasuchus had Kupferzellia echter een veel bredere en kortere choana (en hierin leek het meer op Cyclotosaurus). Het ploegschaarbeen was ook vrij kort en de brede, ronde schedel lijkt op die van Cyclotosaurus. Het is zeer waarschijnlijk dat Kupferzellia, wiens fossielen ouder zijn dan die van Cyclotosaurus, een voorloper is van de laatste (Schoch, 2008). Sommige studies (Damiani, 2001) zijn van mening dat de verschillen met de hedendaagse Tatrasuchus niet voldoende zijn om de twee geslachten te onderscheiden, en daarom wordt Kupferzellia dan als een jonger synoniem beschouwd.